# 细罢特月
| 细罢特月15日的犹太植树节，正值以色列扁桃树的开花时节 |                                  |
| 月份                                                 | 11月（犹太教曆） 5月（犹太国曆） |
| 天数                                                 | 30                               |
| 季节                                                 | 冬季                             |
| 对应公历                                             | 1－2月                           |

细罢特月（希伯来语：שְׁבָט, 现代  提比里亚 ，源于阿卡德语 Šabātu），犹太教曆的十一月、犹太国曆的五月。该月有30天，相当于公历1、2月间。

## 节日
- 15日：犹太植树节（Tu Bishvat）